# Boulengerella cuvieri
Boulengerella cuvieri és una espècie de peix de la família dels ctenolúcids i de l'ordre dels caraciformes.

## Morfologia
- Els mascles poden assolir 88 cm de longitud total[1] i 6 kg de pes.
- Nombre de vèrtebres: 48-49.[2]

## Alimentació
Menja peixos.

## Hàbitat
És un peix d'aigua dolça i de clima tropical.

## Distribució geogràfica
Es troba a Sud-amèrica: rius Amazones, Orinoco, Tocantins, Essequibo, Oyapock i, també, rius d'Amapá i Pará (Brasil).